# Brest Arena
La Brest Arena est une salle de spectacles sportifs et événementiels d'une capacité de 2 000 à 5 000 places, située à Brest, en France. Inaugurée le 13 septembre 2014, elle a pour vocation d'accueillir à la fois des grandes compétitions sportives, des entraînements d'équipes, et des concerts de grande ampleur. Elle a été conçue par l'agence Hérault Arnod Architectures.

## Genèse du projet
L'agglomération brestoise souffrait au début des années 2000 d'une offre insuffisante de structures pour accueillir des grands concerts et des spectacles sportifs. Pour les premiers, les principaux équipements étaient le Quartz (1 500 places), la Carène (1 300 places) et le Parc des Expositions de Penfeld (12 000 places). Il n'existait pas de salle de grande capacité spécialement conçue pour accueillir des concerts dans le cadre des grandes tournées nationales. Quant aux événements sportifs, le Conseil régional de Bretagne considérait comme une priorité la construction d'une infrastructure capable d'accueillir des grandes compétitions à l'Ouest de la Bretagne. Initialement, ce sont donc deux projets distincts qui étaient proposés par la liste de l'union de la gauche aux élections municipales de 2008 : la création d'un Zénith labellisé au Froutven, et la construction d'un Palais des Sports rive droite.
Mais la réduction des financements publics, en particulier des dotations de l'État, et le contexte de crise financière, sont venus remettre en question ces engagements. À l'échelle nationale, un débat s'est ouvert sur la nécessité de construire de salles multifonctions plutôt que mono-activités. Ce débat a notamment été alimenté par le "rapport Constantini - Arena 2015", rendu public en mars 2010 par le secrétariat d'État aux sports. Ce rapport préconisait clairement la multifonctionnalité des grandes salles événementielles : 
« La séparation des usages entre les spectacles et le sport, si elle se prolongeait, conduirait les sports professionnels de salle français à une impasse irréversible en entravant leurs perspectives de développement. La France doit désormais, sans plus tarder, entrer dans l’ère des salles multifonctionnelles modernes. À l’heure où les capacités financières des collectivités territoriales est l’objet d’une grande vigilance, comment du reste tourner le dos à un objectif de rationalisation et de mutualisation ? »

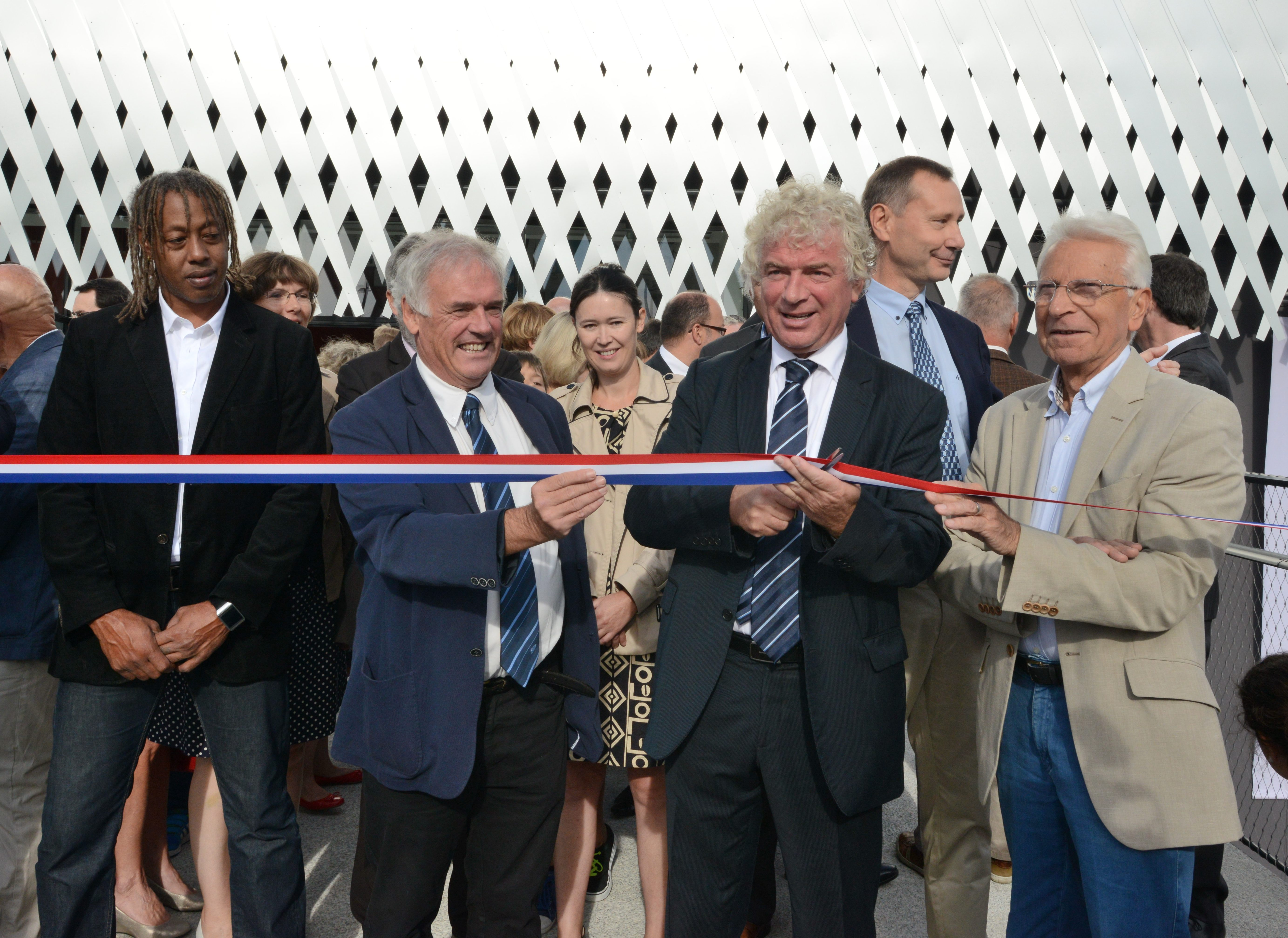
Inauguration le 13 septembre 2014.

C'est dans ce contexte que Brest Métropole Océane fait le choix, en 2010, de la fusion des deux projets et décide de la construction d'une salle polyvalente permettant d'accueillir dans un même site spectacles sportifs et concerts. Cet équipement est appelé, dans un premier temps, Grande Salle de Spectacles Sportifs et Évènementiels (G3SE), avant de recevoir le label « Arena » en 2012.
Le site retenu est celui dit du « Polygone », sur la Rive Droite de Brest, dans un souci d'équilibre des grands équipements d'agglomération et pour favoriser le développement de l'ouest de la métropole brestoise. Ce site accueillait à l'origine un polygone de tir, des terrains de manœuvre pour les entraînements de la Marine et une aire d'atterrissage, puis des baraquements pendant la reconstruction, et enfin des terrains de football, avant le début de la construction de la grande salle.

## Présentation
D’une capacité variable de 2 000 à 5 500 places en configuration « sport » et de 6 000 places en configuration « spectacles », cet équipement, possédant le label Arena, accueille depuis la septembre 2014 des manifestations sportives de haut niveau et des spectacles musicaux.

### Architecture et caractéristiques techniques

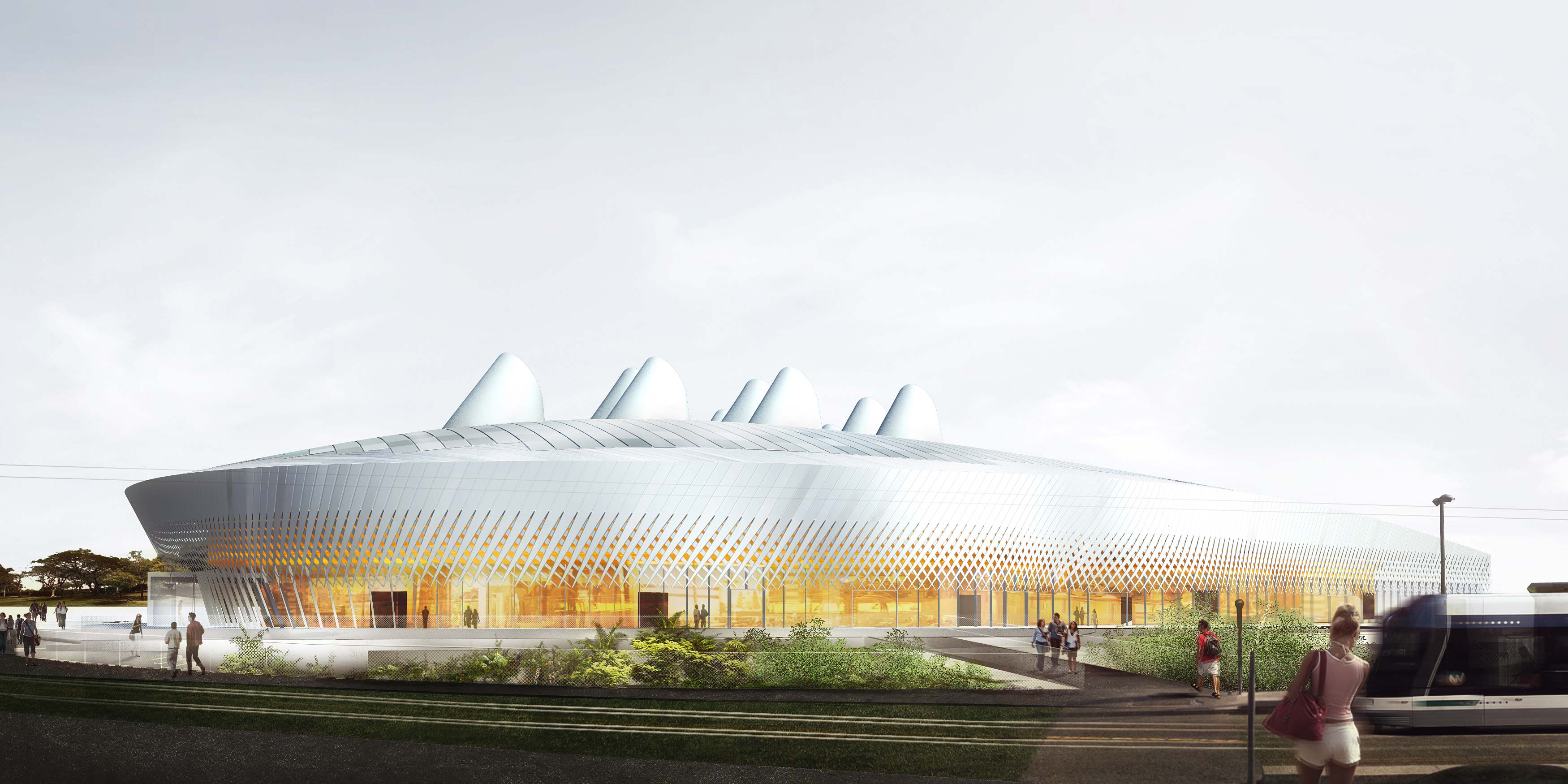
Brest Arena

Le projet architectural de Brest Arena a été confié à Hérault Arnod Architectures après avoir remporté le concours en février 2008. Le projet, d'une surface nette de 14 500 m2 a été réalisé avec la collaboration de dUCKS scéno pour la scénographie de la salle, et du cabinet Lasa pour les études acoustiques.
L'accès à la salle se fait par deux passerelles : l'une reliant le parking à la salle, la seconde reliant l'arrêt de tram au site.
La salle a une capacité de 5 000 places et est équipée d'un puits canadien.
L'extérieur est largement couvert d'un bardage en acier gris métallisé. Sa silhouette se caractérise particulièrement par ses "cheminées" rappelant celle des paquebots. 10 d'entre elles servent à l'éclairage naturel de la salle par des puits de lumière, les deux autres servant a la ventilation de l'ensemble.
Brest Arena est la première salle de France disposant du Label Arena.

### Accessibilité
Un parking de 520 places est construit à côté de la salle, auquel on peut rajouter les deux grands parkings du centre commercial Carrefour Iroise adjacents déjà existants. La salle est également reliée directement à la ligne A du tramway  (Arrêt Polygone).

## Histoire
En décembre 2018, Brest Arena annonce avoir accueilli son millionième visiteur, avec un an d'avance sur ses objectifs.

## Événements

### Événements sportifs
Le Brest Bretagne Handball est le club résident de la salle. Le club de basket-ball l'Étendard de Brest y a disputé quelques matchs de gala. Le club de hockey sur glace les Albatros de Brest ne peut pas y jouer, les dimensions de la salle ne permettant pas l'installation du terrain.
- Championnat de France handisport de tennis de table[8] le 23-24 mai 2015
- Championnat de France handisport de Tennis de Table[9]
- Championnats de France de tennis de table 2016
- Coupe du Président du Championnat du monde masculin de handball 2017
- Championnat d'Europe de luttes celtiques
- Championnat d'Europe féminin de handball 2018.

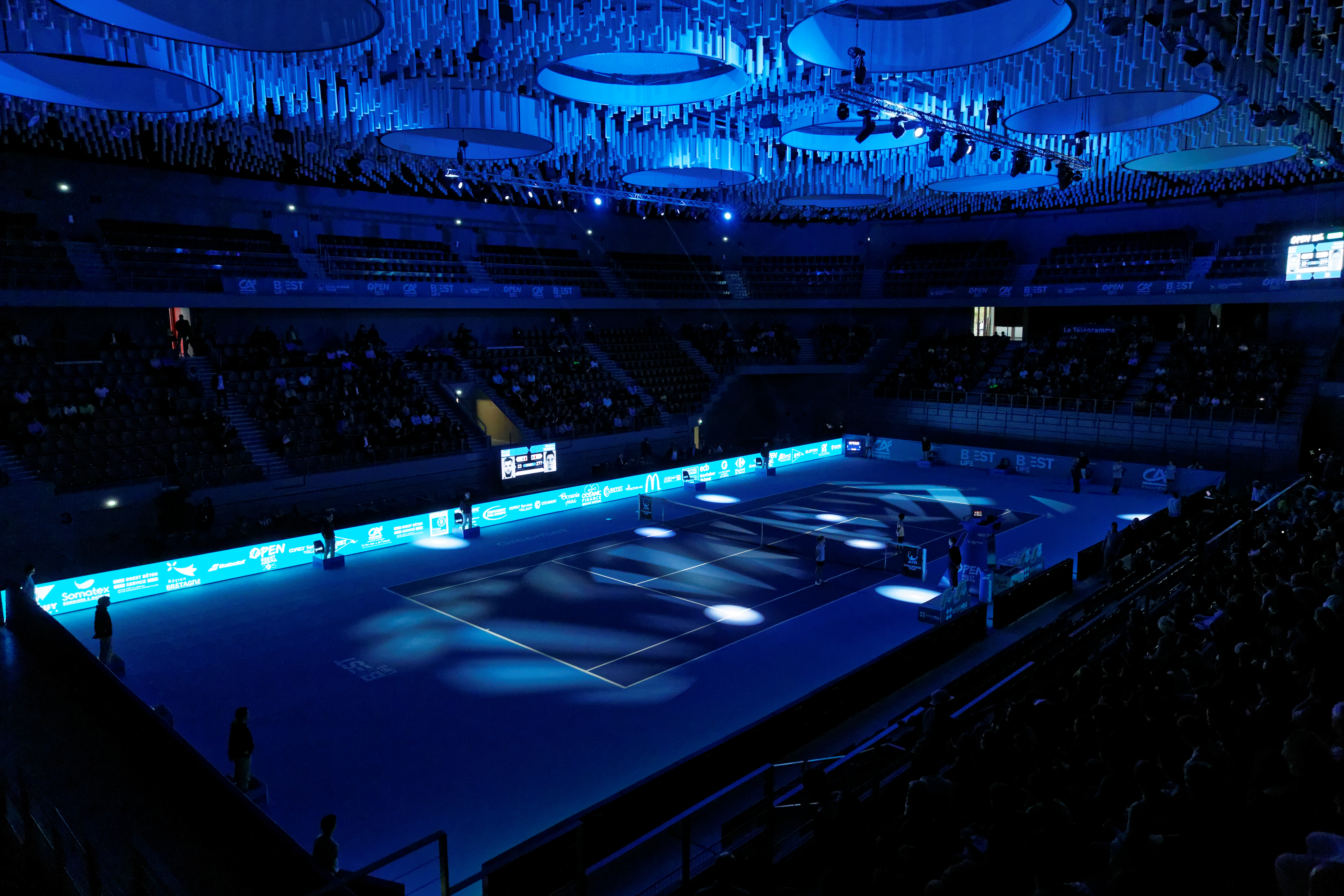
Tournoi de tennis de Brest de retour en 2015 après 13 ans d’absence.
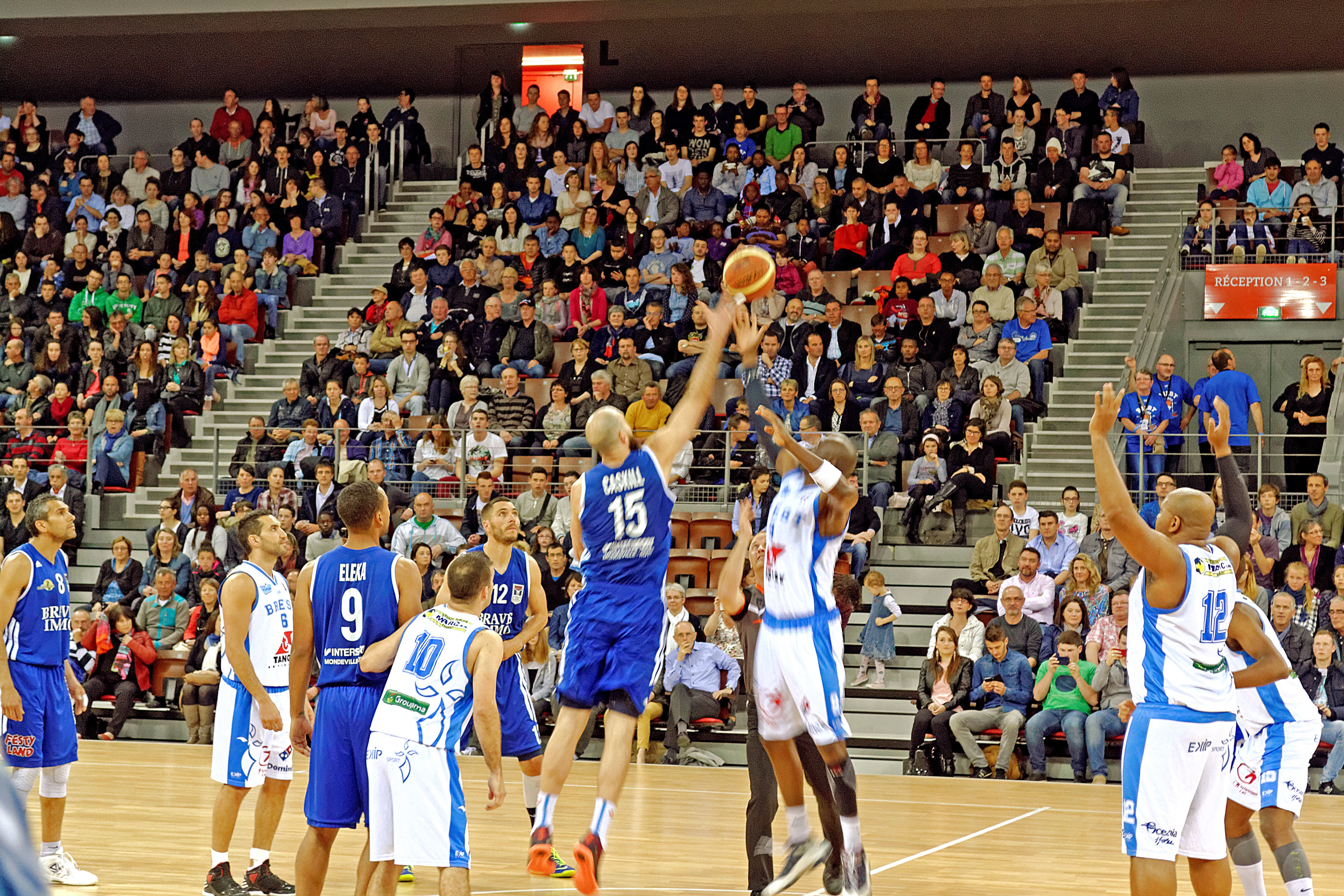
Premier match de basket-ball de l'Étendard de Brest le 25 avril 2015.
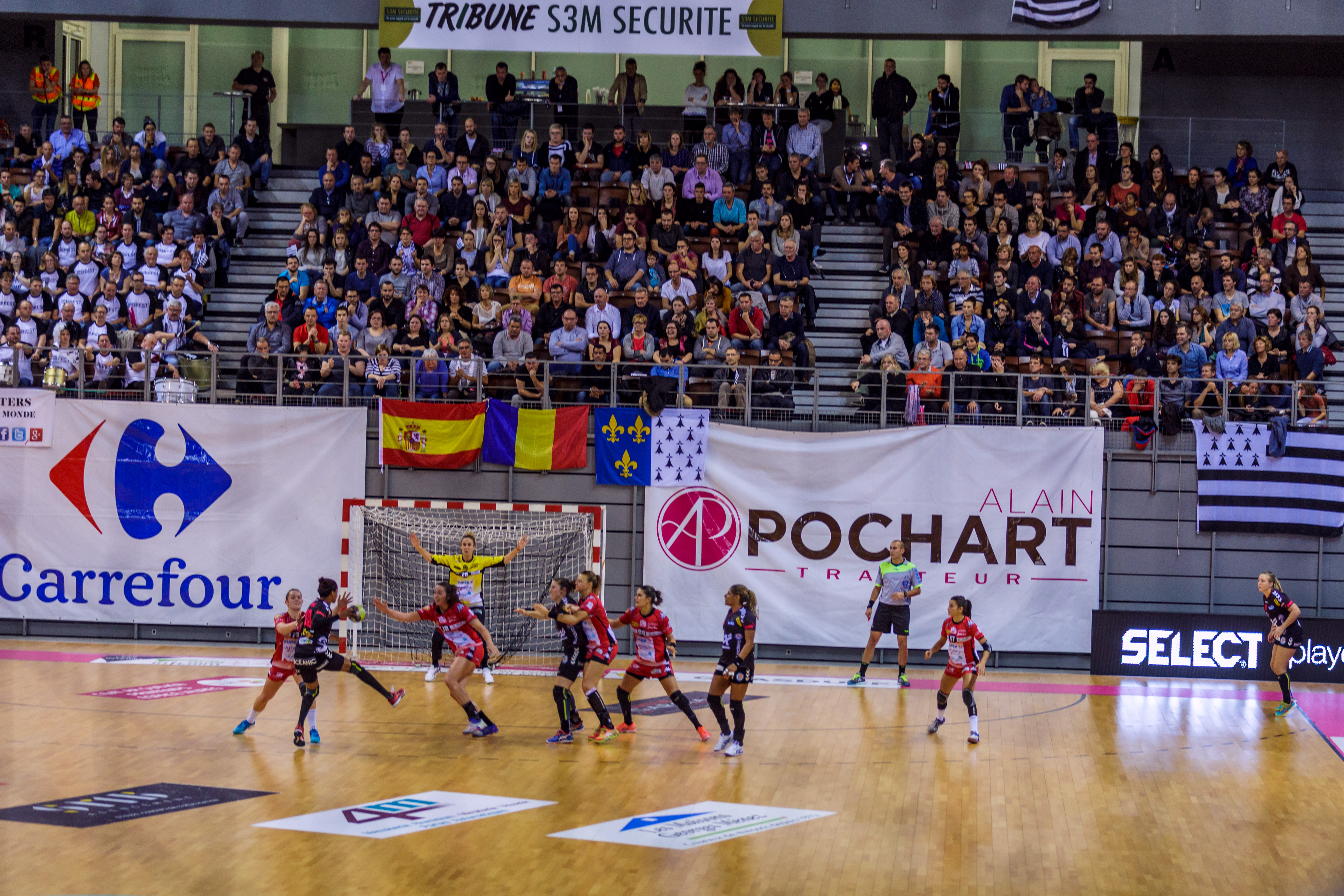
Le Brest Bretagne Handball à domicile en 2016
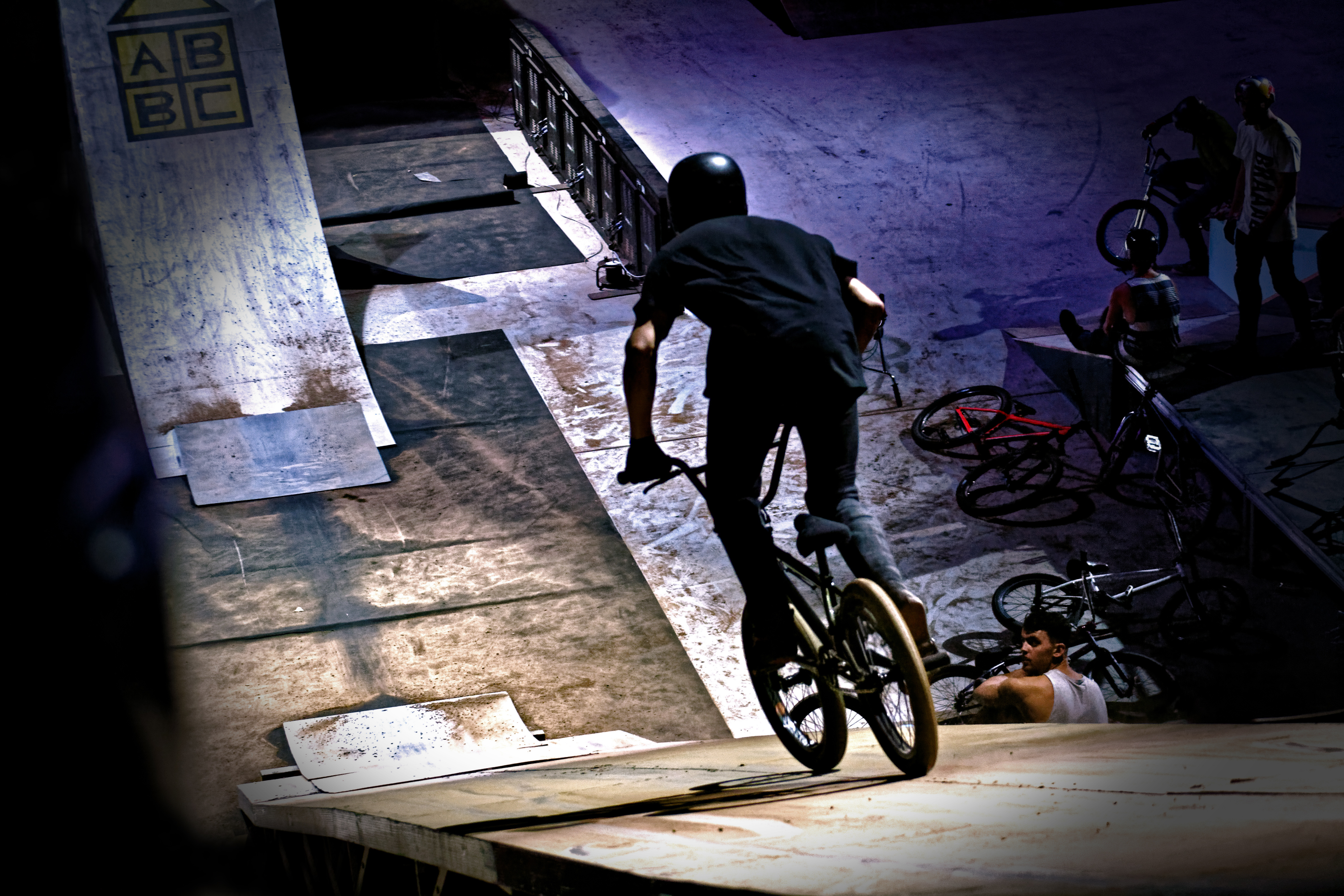
Première édition du Brest Arena Indoor Show en 2016
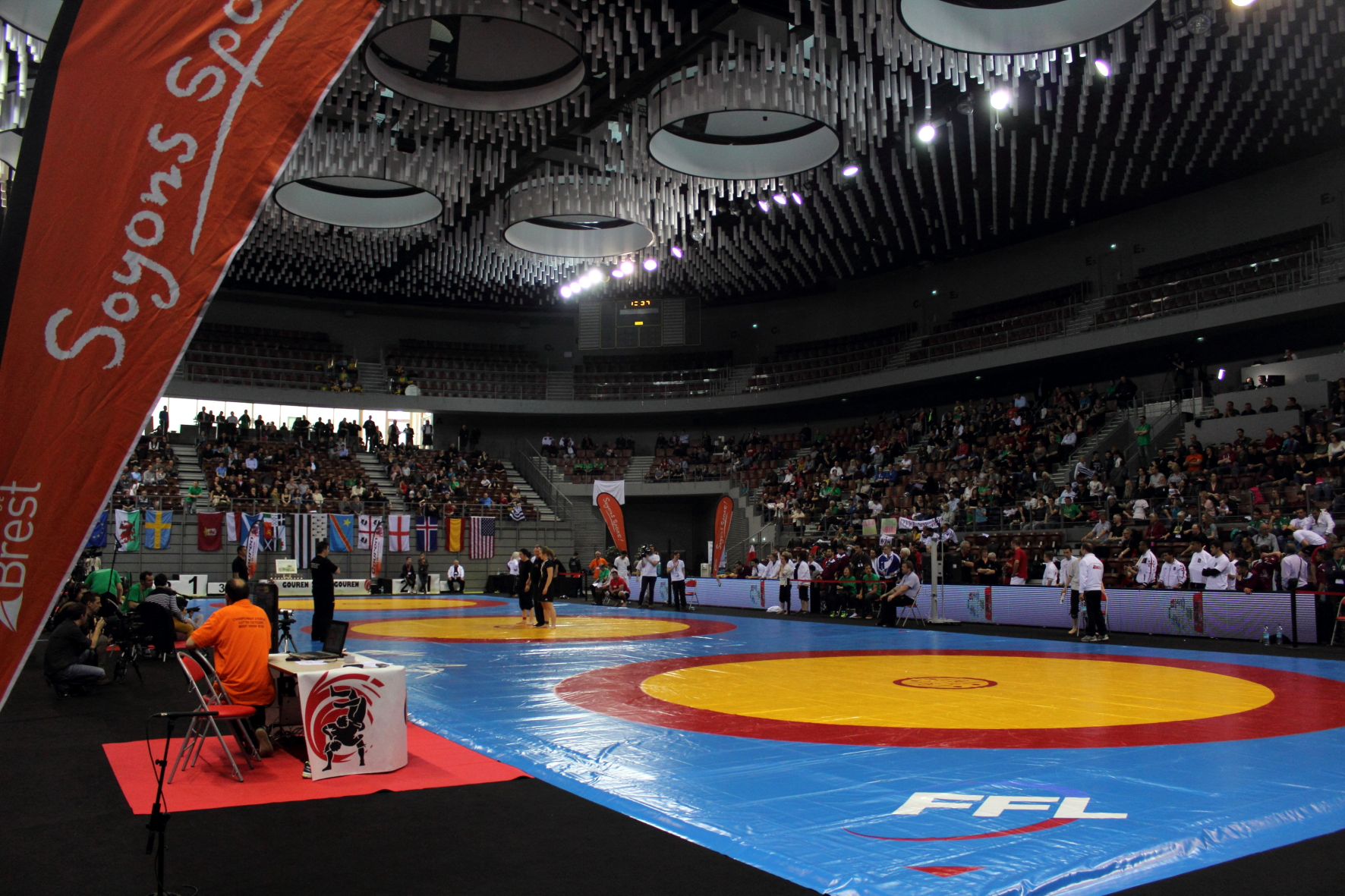
Championnat d'Europe de luttes interceltiques du 20 au 23 avril 2016

### Autres événements

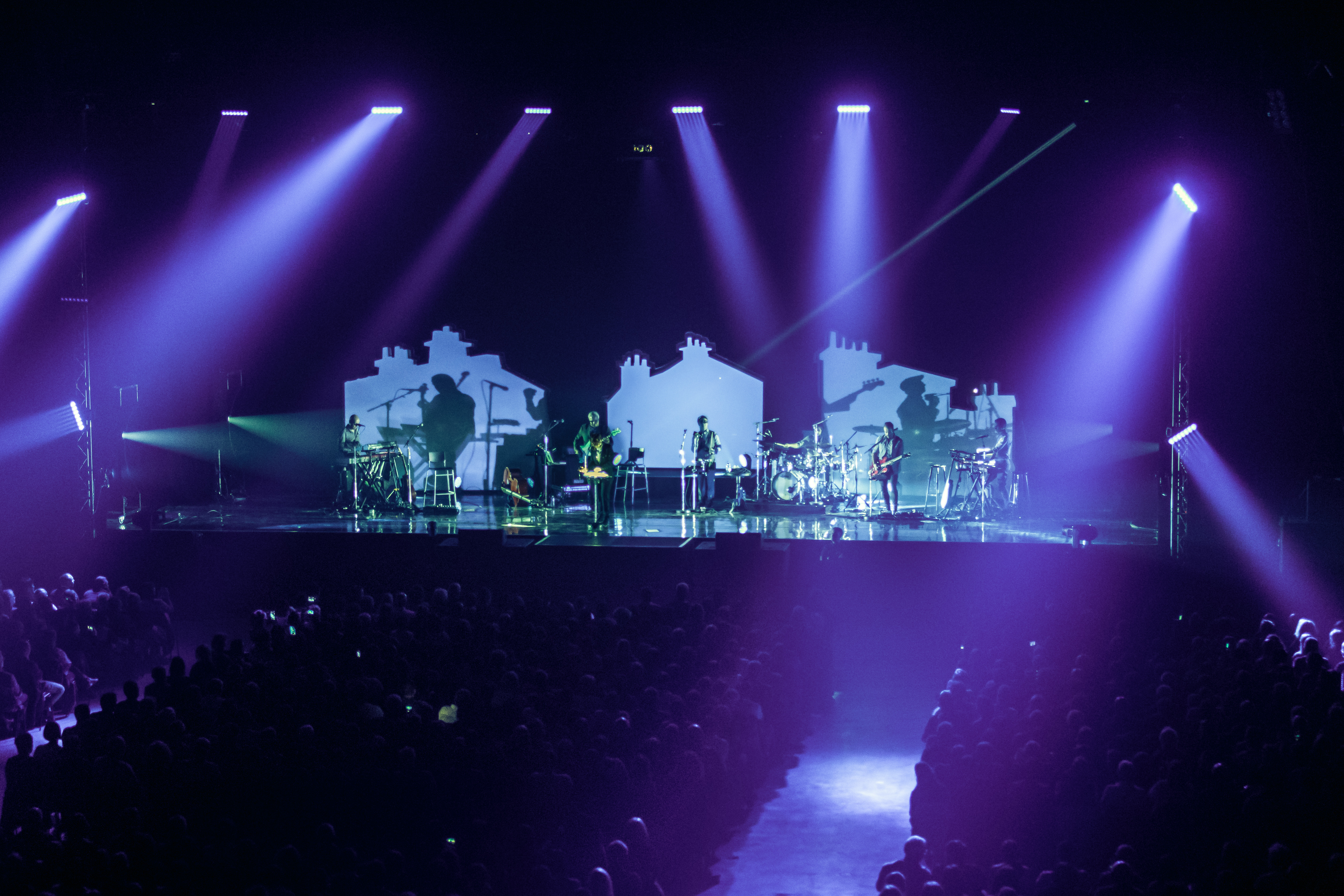
Concert de Zaz
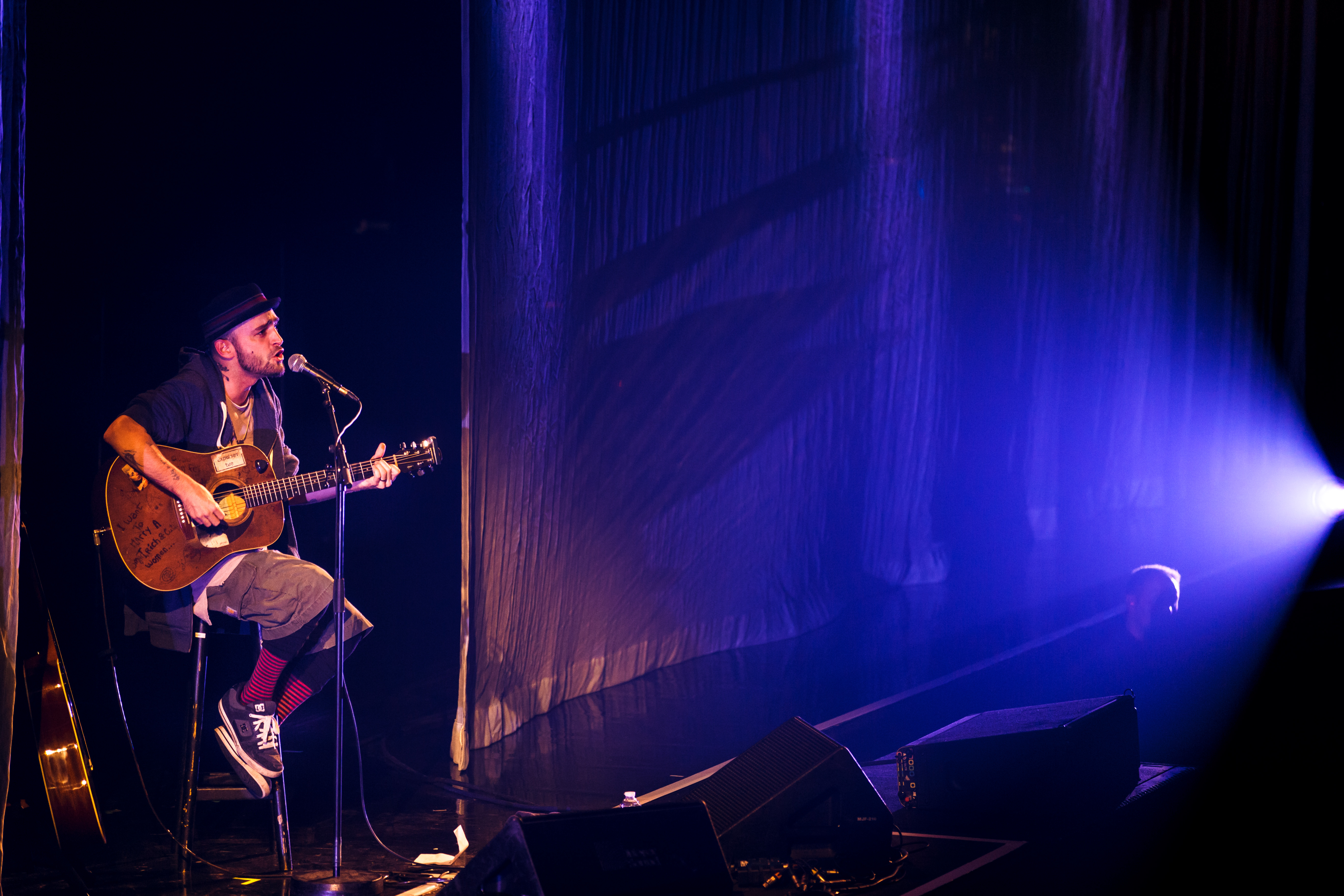
Soan en 2016
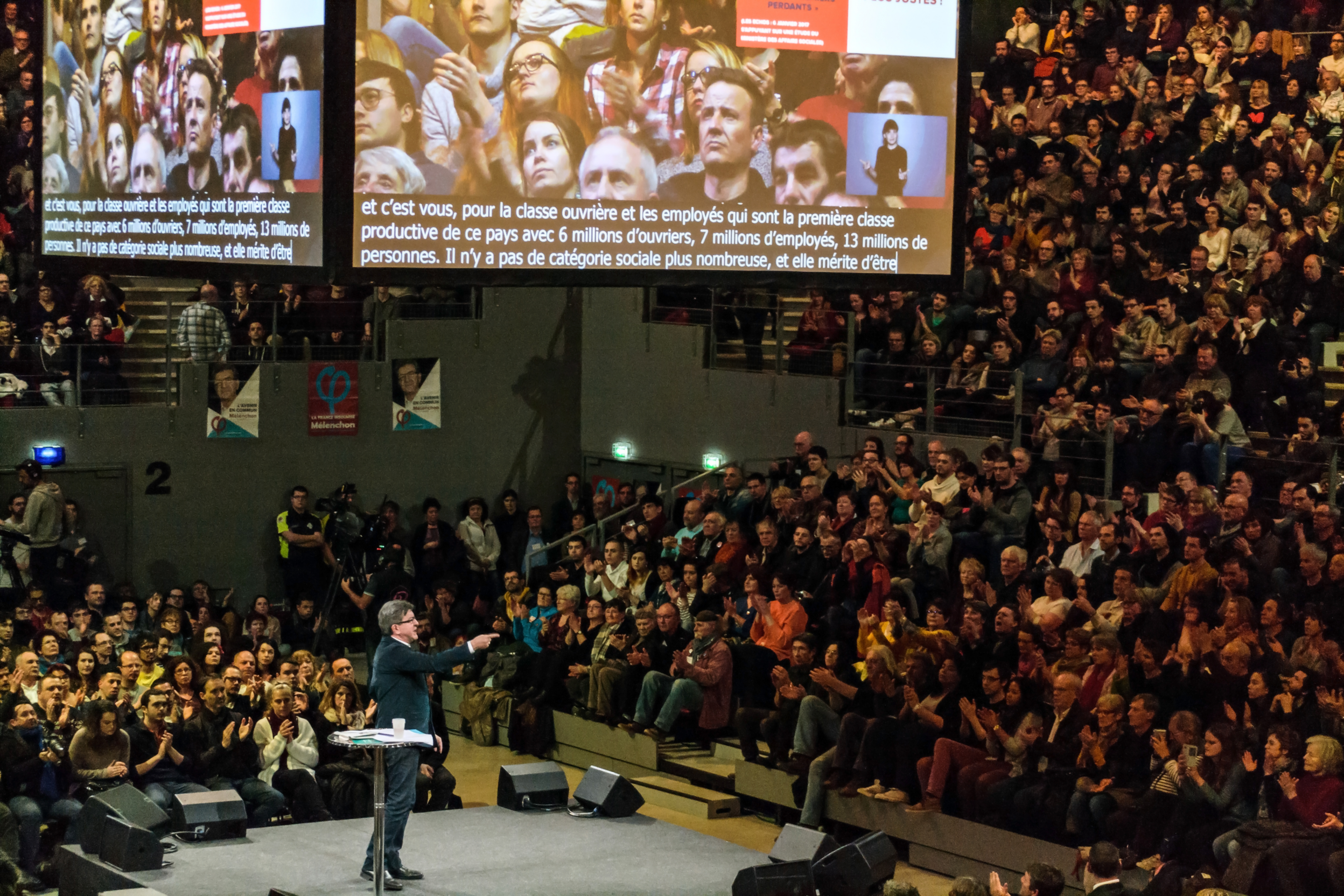
Meeting de Jean-Luc Mélenchon en 2017